# Rhesala nigriceps
Rhesala nigriceps är en fjärilsart som beskrevs av George Francis Hampson 1895. Rhesala nigriceps ingår i släktet Rhesala och familjen nattflyn. Inga underarter finns listade.